# M Huncho
M Huncho (* 18. November 1993 in London), eig. Mujtaba Khan, ist ein britischer Rapper aus Nordwest-London und ein Vertreter des Trapwave. Er verschweigt seine Identität und tritt nur mit Sturmhaube oder Vollmaske auf. Seit 2019 ist er regelmäßig in den britischen Charts vertreten.

## Biografie
In der Freestyle-Rapshow Mad About Bars von Kenny Allstar machte M Huncho 2017 erstmals auf sich aufmerksam. Seine Folge wurde auf der YouTube-Plattform Mixtape Madness über 8 Millionen Mal aufgerufen. Wenig später veröffentlichte er auch seine erste EP Get Out. Mit der zweiten EP 48 Hours kam er im April 2018 erstmals in die UK-Charts. Ende des Jahres war Broken Homes, eine Zusammenarbeit mit Nafe Smallz und Gunna, die erste Veröffentlichung des britisch-amerikanischen Compilation-Projekts The Plug. Sie brachte ihn in die Top 40 der Singlecharts.
Im Frühjahr 2019 erschien das Debütalbum Utopia. Es etablierte M Huncho in der englischen Rapszene und erreichte Silber-Status. Drei Albumsongs kamen in die Charts. Ebenso konnte sich sein Beitrag zu einem Album zur Netflix-Serie Top Boy (mit Co-Produzent Drake) platzieren. Bereits im Januar 2020 folgte das zweite Album Huncholini the 1st. Damit kam er erstmals in die Top 10 der UK-Charts auf Platz 5. Von den drei Chartsingles aus dem Album kamen zwei in die Top 40, darunter Thumb, eine weitere Zusammenarbeit mit Nafe Smallz.

## Diskografie

### Alben
| Jahr | Titel                    | Höchstplatzierung, Gesamtwochen, AuszeichnungChartsChartplatzierungen (Jahr, Titel, Platzierungen, Wochen, Auszeichnungen, Anmerkungen) | Anmerkungen                                                    |
| Jahr | Titel                    | UK | Anmerkungen                                                    |
| ---- | ------------------------ | --- | -------------------------------------------------------------- |
| 2018 | 48 Hours                 | UK68 Silber · (1 Wo.)UK | Erstveröffentlichung: 13. April 2018 EP                        |
| 2019 | Utopia                   | UK13 Gold · (12 Wo.)UK | Erstveröffentlichung: 12. April 2019                           |
| 2020 | Huncholini the 1st       | UK5 Gold · (10 Wo.)UK | Erstveröffentlichung: 24. Januar 2020                          |
| 2020 | DNA                      | UK6 (4 Wo.)UK | Erstveröffentlichung: 30. Oktober 2020 Mixtape mit Nafe Smallz |
| 2022 | Chasing Euphoria         | UK5 (3 Wo.)UK | Erstveröffentlichung: 20. Mai 2022                             |
| 2023 | My Neighbours Don’t Know | UK9 (1 Wo.)UK | Erstveröffentlichung: 8. September 2023                        |
| 2024 | 36 Hours                 | UK28 (1 Wo.)UK | Erstveröffentlichung: 10. Mai 2024 mit Potter Payper           |
| 2025 | U2opia                   | UK30 (1 Wo.)UK | Erstveröffentlichung: 14. Februar 2025                         |

Weitere EPs
- 2017: Get Out

### Singles
| Jahr | Titel Album                                                                 | Höchstplatzierung, Gesamtwochen, AuszeichnungChartsChartplatzierungen (Jahr, Titel, Album, Platzierungen, Wochen, Auszeichnungen, Anmerkungen) | Anmerkungen                                                |
| Jahr | Titel Album                                                                 | UK | Anmerkungen                                                |
| --- | --------------------------------------------------------------------------- | --- | ---------------------------------------------------------- |
| 2019 | Birds Utopia                                                                | UK88 (2 Wo.)UK | Erstveröffentlichung: 7. März 2019                         |
| 2019 | Ocho Cinco Utopia                                                           | UK63 (1 Wo.)UK | Erstveröffentlichung: 28. März 2019                        |
| 2019 | Thumb Huncholini the 1st                                                    | UK30 Silber · (4 Wo.)UK | Erstveröffentlichung: 31. Oktober 2019 feat. Nafe Smallz   |
| 2019 | Bando Ballads Huncholini the 1st                                            | UK78 (3 Wo.)UK | Erstveröffentlichung: 25. Dezember 2019                    |
| 2020 | 5AM DNA                                                                     | UK25 (6 Wo.)UK | Erstveröffentlichung: 17. September 2020 feat. Nafe Smallz |
| 2020 | PMW DNA                                                                     | UK67 (1 Wo.)UK | Erstveröffentlichung: 15. Oktober 2020 mit Nafe Smallz     |
| 2021 | Overpriced –                                                                | UK70 (2 Wo.)UK | Erstveröffentlichung: 24. Januar 2021                      |
| 2021 | Breadwinner –                                                               | UK94 (1 Wo.)UK | Erstveröffentlichung: 2. September 2021                    |
| 2021 | Hiatus –                                                                    | UK72 (1 Wo.)UK | Erstveröffentlichung: 28. Oktober 2021                     |
| 2022 | Warzone Chasing Euphoria                                                    | UK41 (2 Wo.)UK | Erstveröffentlichung: 17. März 2022 feat. Headie One       |
| 2022 | Lean Chasing Euphoria                                                       | UK93 (1 Wo.)UK | Erstveröffentlichung: 17. März 2022 feat. Giggs            |
| 2022 | Pray to the East Chasing Euphoria                                           | UK77 (1 Wo.)UK | Erstveröffentlichung: 18. Mai 2022 feat. BNXN              |
| Folgende Lieder erschienen nicht als Single, wurden aber durch das Album zum Download und Streaming bereitgestellt und konnten somit eine Platzierung erlangen: |                                                                             | |                                                            |
| |                                                                             | |                                                            |
| 2019 | Rock Bottom Utopia                                                          | UK80 (1 Wo.)UK | feat. Yxng Bane                                            |
| 2019 | One Summer Top Boy – A Selection of Music Inspired by the Series Soundtrack | UK87 (1 Wo.)UK |                                                            |
| 2020 | Pee Pee Huncholini the 1st                                                  | UK32 Silber · (7 Wo.)UK |                                                            |
| 2020 | Burning GRM 10                                                              | UK13 Silber · (9 Wo.)UK | GRM Daily presents M Huncho x Dutchavelli                  |
| 2020 | Flooded DNA                                                                 | UK46 (2 Wo.)UK | mit Nafe Smallz                                            |
| 2020 | Cold World DNA                                                              | UK93 (1 Wo.)UK | mit Nafe Smallz                                            |
| 2020 | Indulge Huncholini the 1st                                                  | UK50 Silber · (4 Wo.)UK | feat. D-Block Europe                                       |

Weitere Singles
- 2017: Mad About Bars (UK: Silber)
- 2019: Tranquility (UK: Silber)

### Als Gastmusiker
| Jahr | Titel Album                 | Höchstplatzierung, Gesamtwochen, AuszeichnungChartsChartplatzierungen (Jahr, Titel, Album, Platzierungen, Wochen, Auszeichnungen, Anmerkungen) | Anmerkungen                                                                         |
| Jahr | Titel Album                 | UK | Anmerkungen                                                                         |
| --- | --------------------------- | --- | ----------------------------------------------------------------------------------- |
| 2018 | Broken Homes Infest         | UK38 Silber · (3 Wo.)UK | Erstveröffentlichung: 28. Oktober 2018 The Plug feat. Nafe Smallz, M Huncho & Gunna |
| 2019 | Like a Film Good Love       | UK73 (1 Wo.)UK | Erstveröffentlichung: 1. März 2019 Nafe Smallz feat. M Huncho                       |
| 2021 | Dancing on Ice –            | UK45 (2 Wo.)UK | Erstveröffentlichung: 15. Januar 2021 Yxng Bane feat. Nafe Smallz & M Huncho        |
| 2021 | Wonderland –                | UK52 (3 Wo.)UK | Erstveröffentlichung: 10. Juni 2021 Unknown T feat. M Huncho                        |
| 2021 | Catch Up Thanks For Waiting | UK70 (1 Wo.)UK | Erstveröffentlichung: 29. Juli 2021 Potter Payper feat. M Huncho                    |
| Folgende Lieder erschienen nicht als Single, wurden aber durch das Album zum Download und Streaming bereitgestellt und konnten somit eine Platzierung erlangen: |                             | |                                                                                     |
| |                             | |                                                                                     |
| 2020 | Part of the Plan Goat World | UK38 (3 Wo.)UK | Nafe Smallz feat. M Huncho                                                          |

Weitere Gastbeiträge
- 2021: Heavy Duty (mit Eno, Platz 11 der deutschen Trend-Charts)[3]

## Auszeichnungen für Musikverkäufe
| Silberne Schallplatte - Vereinigtes Königreich - 2025: für das Lied In My Bag - 2025: für das Lied Council Flat |

Anmerkung: Auszeichnungen in Ländern aus den Charttabellen bzw. Chartboxen sind in ebendiesen zu finden.
| Land/RegionAuszeichnungen für Musikverkäufe (Land/Region, Auszeichnungen, Verkäufe, Quellen) | Silber       | Gold     | Platin | Verkäufe  | Quellen   |
| -------------------------------------------------------------------------------------------- | ------------ | -------- | ------ | --------- | --------- |
| Vereinigtes Königreich (BPI)                                                                 | 10× Silber10 | 2× Gold2 | —      | 2.060.000 | bpi.co.uk |
| Insgesamt                                                                                    | 10× Silber10 | 2× Gold2 | —      |           |           |